# Dolors Pedrós Company
Dolors Pedrós Company (Carcaixent, 1955) és una editora valenciana, gerent d'Edicions 96 des dels seus inicis. Ha estudiat Geografia i història a la UNED i a la Universitat de València.
En el procés d'aprenentatge d'escriure en valencià Dolors va conèixer Víctor Oroval, bibliotecari i cronista de Carcaixent, que va descobrir-li un món lligat a la llengua, la literatura i la cultura. Ha participat activament en la vida cultural de Carcaixent essent professora dels cursos de llengua del Centre Carles Salvador. És sòcia d'Acció Cultural del País Valencià i col·labora amb Escola Valenciana.
Ha estat presidenta de l'Associació d'Editors del País Valencià i és patrona de la Fundació del llibre i la lectura (Fundació FULL) de promoció del llibre i la lectura per a la difusió i transmissió de la cultura. En 2013 va rebre el XXI Guardó d'Or de la Ribera, de Compromís de la Ribera Alta i Baixa per la seua trajectòria que la fan referent del nacionalisme progressista i del feminisme.
El 5 de juliol de 2018 va ser nomenada membre de Consell Valencià de Cultura.